# البحري (عزبة)
البحري، عزبة تابعة لقرية سنهور المدينة، التابعة لمركز دسوق، التابع لمحافظة كفر الشيخ في جمهورية مصر العربية.